# Mountain Dew
Mountain Dew eller blot Mtn Dew er en citrus-sportssodavand, som er populær i USA og eksporteres til mange lande, deriblandt Danmark. Drikken er produceret af PepsiCo, som også står bag bl.a. Pepsi Cola. 
Drikkens historie i USA går tilbage til 1948. Først i 2007 lanceredes den i 7-Eleven i Danmark, og senere er også andre butikker begyndt at forhandle den. Den 'danske' version indeholder dog udelukkende sukker, i modsætning til den amerikanske version som har både sukker og majssirup. Den danske Mountain Dew produceres af Royal Unibrew, som også producerer øvrige læskedrikke fra PepsiCo. 
Flaskeemballagen i Danmark er 33 cl, 0,5 l samt 1,5 l.